# 勒尼島
0°22′N 131°02′E / 0.367°N 131.033°E

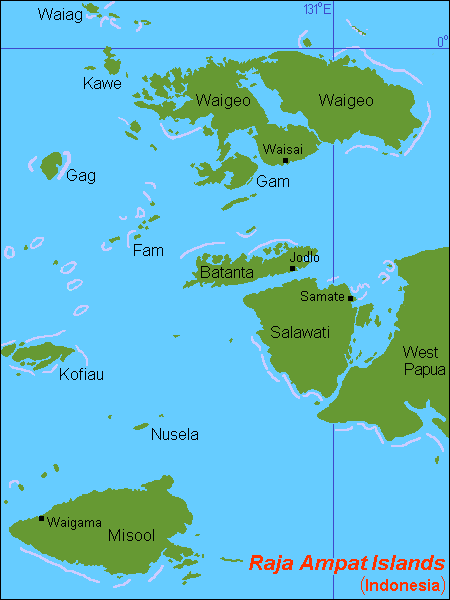

勒尼島是印度尼西亞的島嶼，屬於阿尤群島的一部分，位於衞吉島以北，距離阿尤島27公里，由西巴布亞省負責管轄，面積0.92平方公里，最高點海拔高度9.96米。

## 外部連結
- Palau Reni Information （页面存档备份，存于）
- Detailed Map （页面存档备份，存于）